# Patterson (Kalifornia)
Patterson város az USA Kalifornia államában, Stanislaus megyében. Lakosainak száma 23 781 fő (2020. április 1.).

## Népesség
A település népességének változása:

| 2010 | 20 413 |
| 2020 | 23 781 |